# Llista d'asteroides/160501-160600
| Nom                 | Designació provisional | Data de descobriment   | Lloc de descobriment   | Descobridor/s                                          |
| ------------------- | ---------------------- | ---------------------- | ---------------------- | ------------------------------------------------------ |
| 160501 -            | 2007 EC166             | 10 de març de 2007     | Socorro                | LINEAR                                                 |
| 160502 -            | 2007 FY27              | 20 de març de 2007     | Mount Lemmon           | Mount Lemmon Survey                                    |
| 160503 -            | 2007 HX17              | 16 d'abril de 2007     | Catalina               | CSS                                                    |
| 160504 -            | 2007 HX37              | 20 d'abril de 2007     | Kitt Peak              | Spacewatch                                             |
| 160505 -            | 2007 JN16              | 11 de maig de 2007     | Tiki                   | S. F. Hönig, N. Teamo                                  |
| 160506 -            | 2007 JP22              | 11 de maig de 2007     | Kitt Peak              | Spacewatch                                             |
| 160507 -            | 3204 T-3               | 16 d'octubre de 1977   | Palomar                | C. J. van Houten, I. van Houten-Groeneveld, T. Gehrels |
| 160508 -            | 4319 T-3               | 16 d'octubre de 1977   | Palomar                | C. J. van Houten, I. van Houten-Groeneveld, T. Gehrels |
| 160509 -            | 1990 EG5               | 4 de març de 1990      | Siding Spring          | R. H. McNaught                                         |
| 160510 -            | 1990 RG1               | 14 de setembre de 1990 | Palomar                | H. E. Holt                                             |
| 160511 -            | 1990 SD11              | 16 de setembre de 1990 | Palomar                | H. E. Holt                                             |
| 160512 Franck-Hertz | 1990 TE11              | 11 d'octubre de 1990   | Tautenburg Observatory | F. Börngen, L. D. Schmadel                             |
| 160513 -            | 1990 TD13              | 12 d'octubre de 1990   | Tautenburg Observatory | F. Börngen, L. D. Schmadel                             |
| 160514 -            | 1991 PQ9               | 7 d'agost de 1991      | Palomar                | H. E. Holt                                             |
| 160515 -            | 1993 RP13              | 14 de setembre de 1993 | La Silla               | H. Debehogne, E. W. Elst                               |
| 160516 -            | 1994 PC32              | 12 d'agost de 1994     | La Silla               | E. W. Elst                                             |
| 160517 -            | 1994 TB4               | 2 d'octubre de 1994    | Kitt Peak              | Spacewatch                                             |
| 160518 -            | 1994 VM3               | 1 de novembre de 1994  | Kitt Peak              | Spacewatch                                             |
| 160519 -            | 1995 CS3               | 1 de febrer de 1995    | Kitt Peak              | Spacewatch                                             |
| 160520 -            | 1995 GM2               | 2 d'abril de 1995      | Kitt Peak              | Spacewatch                                             |
| 160521 -            | 1995 KU                | 21 de maig de 1995     | Xinglong               | BAO Schmidt CCD Asteroid Program                       |
| 160522 -            | 1995 SZ30              | 20 de setembre de 1995 | Kitt Peak              | Spacewatch                                             |
| 160523 -            | 1995 SN40              | 25 de setembre de 1995 | Kitt Peak              | Spacewatch                                             |
| 160524 -            | 1996 BF7               | 19 de gener de 1996    | Kitt Peak              | Spacewatch                                             |
| 160525 -            | 1996 EW10              | 12 de març de 1996     | Kitt Peak              | Spacewatch                                             |
| 160526 -            | 1996 RZ4               | 13 de setembre de 1996 | Church Stretton        | S. P. Laurie                                           |
| 160527 -            | 1996 RE31              | 13 de setembre de 1996 | La Silla               | Uppsala-DLR Trojan Survey                              |
| 160528 -            | 1996 RD32              | 14 de setembre de 1996 | La Silla               | Uppsala-DLR Trojan Survey                              |
| 160529 -            | 1996 TN1               | 6 d'octubre de 1996    | Rand                   | G. R. Viscome                                          |
| 160530 -            | 1996 TE16              | 4 d'octubre de 1996    | Kitt Peak              | Spacewatch                                             |
| 160531 -            | 1996 TB49              | 4 d'octubre de 1996    | La Silla               | E. W. Elst                                             |
| 160532 -            | 1996 TH50              | 4 d'octubre de 1996    | La Silla               | E. W. Elst                                             |
| 160533 -            | 1996 TT56              | 2 d'octubre de 1996    | La Silla               | E. W. Elst                                             |
| 160534 -            | 1996 TA58              | 2 d'octubre de 1996    | La Silla               | E. W. Elst                                             |
| 160535 -            | 1996 TC64              | 6 d'octubre de 1996    | La Silla               | E. W. Elst                                             |
| 160536 -            | 1996 UZ2               | 18 d'octubre de 1996   | Kitt Peak              | Spacewatch                                             |
| 160537 -            | 1996 XD17              | 4 de desembre de 1996  | Kitt Peak              | Spacewatch                                             |
| 160538 -            | 1997 CG10              | 2 de febrer de 1997    | Kitt Peak              | Spacewatch                                             |
| 160539 -            | 1997 SG                | 20 de setembre de 1997 | Kleť                   | Kleť                                                   |
| 160540 -            | 1997 WB58              | 30 de novembre de 1997 | La Silla               | Uppsala-DLR Trojan Survey                              |
| 160541 -            | 1997 WM58              | 26 de novembre de 1997 | La Silla               | Uppsala-DLR Trojan Survey                              |
| 160542 -            | 1998 FG47              | 20 de març de 1998     | Socorro                | LINEAR                                                 |
| 160543 -            | 1998 GW8               | 2 d'abril de 1998      | Socorro                | LINEAR                                                 |
| 160544 -            | 1998 HV5               | 21 d'abril de 1998     | Caussols               | ODAS                                                   |
| 160545 -            | 1998 KA11              | 22 de maig de 1998     | Kitt Peak              | Spacewatch                                             |
| 160546 -            | 1998 MD3               | 18 de juny de 1998     | Kitt Peak              | Spacewatch                                             |
| 160547 -            | 1998 MG17              | 27 de juny de 1998     | Kitt Peak              | Spacewatch                                             |
| 160548 -            | 1998 OW3               | 24 de juliol de 1998   | Caussols               | ODAS                                                   |
| 160549 -            | 1998 QP20              | 17 d'agost de 1998     | Socorro                | LINEAR                                                 |
| 160550 -            | 1998 QM36              | 17 d'agost de 1998     | Socorro                | LINEAR                                                 |
| 160551 -            | 1998 QA45              | 17 d'agost de 1998     | Socorro                | LINEAR                                                 |
| 160552 -            | 1998 QB71              | 24 d'agost de 1998     | Socorro                | LINEAR                                                 |
| 160553 -            | 1998 QQ82              | 24 d'agost de 1998     | Socorro                | LINEAR                                                 |
| 160554 -            | 1998 QJ87              | 24 d'agost de 1998     | Socorro                | LINEAR                                                 |
| 160555 -            | 1998 RB1               | 12 de setembre de 1998 | Oizumi                 | T. Kobayashi                                           |
| 160556 -            | 1998 RR4               | 14 de setembre de 1998 | Socorro                | LINEAR                                                 |
| 160557 -            | 1998 RT18              | 14 de setembre de 1998 | Socorro                | LINEAR                                                 |
| 160558 -            | 1998 RL51              | 14 de setembre de 1998 | Socorro                | LINEAR                                                 |
| 160559 -            | 1998 RS55              | 14 de setembre de 1998 | Socorro                | LINEAR                                                 |
| 160560 -            | 1998 SZ6               | 20 de setembre de 1998 | Kitt Peak              | Spacewatch                                             |
| 160561 -            | 1998 SR12              | 23 de setembre de 1998 | Catalina               | CSS                                                    |
| 160562 -            | 1998 SO74              | 21 de setembre de 1998 | La Silla               | E. W. Elst                                             |
| 160563 -            | 1998 SC82              | 26 de setembre de 1998 | Socorro                | LINEAR                                                 |
| 160564 -            | 1998 SL88              | 26 de setembre de 1998 | Socorro                | LINEAR                                                 |
| 160565 -            | 1998 SW99              | 26 de setembre de 1998 | Socorro                | LINEAR                                                 |
| 160566 -            | 1998 SO156             | 26 de setembre de 1998 | Socorro                | LINEAR                                                 |
| 160567 -            | 1998 TP36              | 12 d'octubre de 1998   | Kitt Peak              | Spacewatch                                             |
| 160568 -            | 1998 UB35              | 28 d'octubre de 1998   | Socorro                | LINEAR                                                 |
| 160569 -            | 1998 VD1               | 10 de novembre de 1998 | Socorro                | LINEAR                                                 |
| 160570 -            | 1998 VQ51              | 13 de novembre de 1998 | Socorro                | LINEAR                                                 |
| 160571 -            | 1998 WG10              | 21 de novembre de 1998 | Socorro                | LINEAR                                                 |
| 160572 -            | 1999 CM46              | 10 de febrer de 1999   | Socorro                | LINEAR                                                 |
| 160573 -            | 1999 CS142             | 10 de febrer de 1999   | Kitt Peak              | Spacewatch                                             |
| 160574 -            | 1999 EH11              | 15 de març de 1999     | Kitt Peak              | Spacewatch                                             |
| 160575 -            | 1999 GQ6               | 13 d'abril de 1999     | Majorca                | Majorca                                                |
| 160576 -            | 1999 HB7               | 19 d'abril de 1999     | Kitt Peak              | Spacewatch                                             |
| 160577 -            | 1999 JL48              | 10 de maig de 1999     | Socorro                | LINEAR                                                 |
| 160578 -            | 1999 JJ90              | 12 de maig de 1999     | Socorro                | LINEAR                                                 |
| 160579 -            | 1999 JG136             | 7 de maig de 1999      | Catalina               | CSS                                                    |
| 160580 -            | 1999 KG                | 16 de maig de 1999     | Kitt Peak              | Spacewatch                                             |
| 160581 -            | 1999 KH12              | 18 de maig de 1999     | Socorro                | LINEAR                                                 |
| 160582 -            | 1999 NY3               | 13 de juliol de 1999   | Socorro                | LINEAR                                                 |
| 160583 -            | 1999 NN15              | 14 de juliol de 1999   | Socorro                | LINEAR                                                 |
| 160584 -            | 1999 ND65              | 14 de juliol de 1999   | Socorro                | LINEAR                                                 |
| 160585 -            | 1999 RK2               | 5 de setembre de 1999  | Kitt Peak              | Spacewatch                                             |
| 160586 -            | 1999 RG7               | 3 de setembre de 1999  | Kitt Peak              | Spacewatch                                             |
| 160587 -            | 1999 RG15              | 7 de setembre de 1999  | Socorro                | LINEAR                                                 |
| 160588 -            | 1999 RG17              | 7 de setembre de 1999  | Socorro                | LINEAR                                                 |
| 160589 -            | 1999 RU25              | 7 de setembre de 1999  | Socorro                | LINEAR                                                 |
| 160590 -            | 1999 RE28              | 8 de setembre de 1999  | Fountain Hills         | C. W. Juels                                            |
| 160591 -            | 1999 RD81              | 7 de setembre de 1999  | Socorro                | LINEAR                                                 |
| 160592 -            | 1999 RF86              | 7 de setembre de 1999  | Socorro                | LINEAR                                                 |
| 160593 -            | 1999 RL100             | 8 de setembre de 1999  | Socorro                | LINEAR                                                 |
| 160594 -            | 1999 RX135             | 9 de setembre de 1999  | Socorro                | LINEAR                                                 |
| 160595 -            | 1999 RC143             | 9 de setembre de 1999  | Socorro                | LINEAR                                                 |
| 160596 -            | 1999 RT152             | 9 de setembre de 1999  | Socorro                | LINEAR                                                 |
| 160597 -            | 1999 RQ159             | 9 de setembre de 1999  | Socorro                | LINEAR                                                 |
| 160598 -            | 1999 RP162             | 9 de setembre de 1999  | Socorro                | LINEAR                                                 |
| 160599 -            | 1999 RX166             | 9 de setembre de 1999  | Socorro                | LINEAR                                                 |
| 160600 -            | 1999 RV210             | 8 de setembre de 1999  | Socorro                | LINEAR                                                 |